# Folketingsmedlem
Et folketingsmedlem, forkortet MF (for medlem af Folketinget), er et medlem af Folketinget, Danmarks parlament. Andre lande bruger andre betegnelser for deres parlamenter, se parlamentsmedlem for den generelle beskrivelse.
Siden Folketingsvalget 22. september 1953, der var det første under Grundloven af 1953, har der været 179 folketingsmedlemmer. 175 vælges i Danmark, mens Grønland og Færøerne hver vælger to, tilsammen kaldet de nordatlantiske mandater. Medlemmerne er valgt for en periode på op til fire år. Statsministeren kan, i monarkens navn, udskrive folketingsvalg på et hvilket som helst tidspunkt i løbet af valgperioden. De nuværende medlemmer i Folketinget blev valgt ved valget den 1. november 2022.

## Vederlag
Et folketingsmedlem modtager et vederlag på 59.852,83 kr. om måneden (pr. 1. oktober 2022). Dertil kommer et skattefrit omkostningstillæg pr. måned på 5.827,58 kr. ved bopæl i Danmark og 7.770,08 kr. for medlemmer valgt i Grønland eller på Færøerne.
Såfremt medlemmet ikke har bopæl på Sjælland stiller Folketinget en supplerende bolig til rådig. Er dette ikke muligt modtager medlemmet en skattefri godtgørelse, som udgør 88.214 kr. om året. Alle medlemmer med bopæl uden for Sjælland får en skattefri godtgørelse for dobbelt husførelse, som udgør 35.286 kr. om året.
Hvis medlemmet ikke opnår genvalg, tilbydes 12-24 måneders løn afhængigt af, hvor længe det har været medlem af Folketinget. Fra og med 13. måned modregnes anden indtægt.

## Folketingspension
Folketingsmedlemmer er berettiget til folketingspension, når de i en eller flere perioder har været medlem af Folketinget i mindst 1 år. Ingen får dog folketingspension, så længe de modtager grundvederlag eller eftervederlag.
Personer, der er blevet medlem af Folketinget før den 1. juli 2007, kan få udbetalt folketingspension optjent inden den 1. juli 2012, når de fylder 60 år. Folketingspension optjent efter den 1. juli 2012 kan først udbetales, når det forhenværende medlem når den aktuelle efterlønsalder.
Pension optjent for medlemsperioder efter den 1. juni 2017 kan først udbetales fra folkepensionsalderen.
Den højeste pension opnås efter 20 års medlemstid og er på 35.056,28 kr. (april 2025-niveau) om måneden for forhenværende medlemmer, der har siddet i Folketinget helt eller delvis efter den 1. januar 2000.

## Længstsiddende folketingsmedlemmer
Da der ikke er nogen begrænsning på, hvor længe man kan sidde i Folketinget, er der mange MF'ere med årtiers anciennitet.

### Længstsiddende nuværende MF'ere
Nedenfor er listet de 10 nuværende folketingsmedlemmer, der har siddet i længst tid. I anciennitet-kolonnen medregnes orlov kun, hvis den berører anciennitet under Valglovens § 109. I "i Folketinget"-kolonnen er orlov ikke vist, hvorfor det kan fremstå som om at MF'ere der var på længerevarende orlov uden vederlag, har siddet længere end andre MF'ere med højere anciennitet. Det længstsiddende nuværende medlem er Pia Kjærsgaard, der har siddet i 41 år.
| Navn | Navn                     | Parti                                           | I Folketinget                                                                              | Anciennitet (pr. 1. oktober 2024) |
| ---- | ------------------------ | ----------------------------------------------- | ------------------------------------------------------------------------------------------ | --------------------------------- |
| 1    | Pia Kjærsgaard           | Fremskridtspartiet Dansk Folkeparti             | 10. januar 1984 - nu                                                                       | 40 år, 8 måneder, 23 dage         |
| 2    | Hans Christian Schmidt   | Venstre                                         | 21. september 1994 - nu                                                                    | 30 år, 0 måneder, 10 dage         |
| 3    | Lars Løkke Rasmussen     | Venstre Løsgænger Moderaterne                   | 21. september 1994 - nu                                                                    | 30 år, 0 måneder, 10 dage         |
| 4    | Bjarne Laustsen          | Socialdemokratiet                               | 11. november 1992 - 20. september 1994 11. marts 1998 - nu                                 | 28 år, 5 måneder, 2 dage          |
| 5    | Peter Skaarup            | Dansk Folkeparti Løsgænger Danmarksdemokraterne | 11. marts 1998 - nu                                                                        | 26 år, 6 måneder, 22 dage         |
| 6    | Lars Christian Lilleholt | Venstre                                         | 14. januar 1997 - 31. marts 1997 18. januar 2000 - 10. februar 2000 20. november 2001 - nu | 22 år, 11 måneder, 24 dage        |
| 7    | Morten Bødskov           | Socialdemokratiet                               | 20. november 2001 - nu                                                                     | 22 år, 10 måneder, 12 dage        |
| 8    | Mette Frederiksen        | Socialdemokratiet                               | 20. november 2001 - 22. november 2006 16. december 2006 - nu                               | 22 år, 9 måneder, 19 dage         |
| 9    | Troels Lund Poulsen      | Venstre                                         | 20. november 2001 - 28. april 2003 16. maj 2003 - 5. december 2011 12. marts 2012 - nu     | 22 år, 6 måneder, 19 dage         |
| 10   | Inger Støjberg           | Venstre Løsgænger Danmarksdemokraterne          | 20. november 2001 - 21. december 2021 1. november 2022 - nu                                | 22 år, 0 måneder, 3 dage          |

### Længstsiddende MFere nogensinde
Nedenfor er listet de 30 folketingsmedlemmer, der har siddet i længst tid nogensinde. Ved nuværende MF'ere (markeret i grøn) er givet anciennitet pr. 1. oktober 2024. Det længstsiddende medlem nogensinde er Klaus Berntsen, der sad i 51 år.
| Navn | Navn                           | Parti                                          | I Folketinget | Anciennitet                |
| ---- | ------------------------------ | ---------------------------------------------- | --- | -------------------------- |
| 1    | Klaus Berntsen                 | Venstre                                        | 20. maj 1873 - 25. juni 1884 26. oktober 1886 - 2. december 1926 | 51 år, 2 måneder, 12 dage  |
| 2    | Lars Dinesen                   | Venstre, senere Højre                          | 7. juni 1864 - 20. maj 1913 | 48 år, 11 måneder, 13 dage |
| 3    | Niels Neergaard                | Venstre                                        | 28. januar 1887 21. januar 1890 20. april 1892 - 1. december 1932 | 43 år, 7 måneder, 6 dage   |
| 4    | Sofus Høgsbro                  | Venstre                                        | 14. juni 1858 - 15. januar 1902 | 43 år, 7 måneder, 1 dag    |
| 5    | Bertel Haarder                 | Venstre                                        | 9. januar 1975 - 13. marts 1995 7. april 1995 - 20. maj 1996 30. maj 1996 - 9. december 1996 18. december 1996 - 30. september 1999 8. februar 2005 - 1. november 2022             | 42 år, 4 måneder, 18 dage  |
| 6    | Erhard Jakobsen                | Socialdemokratiet, senere Centrum-Demokraterne | 22. september 1953 - 15. oktober 1995 | 42 år, 0 måneder, 24 dage  |
| 7    | J. Chr. Jensen-Broby           | Venstre                                        | 18. februar 1919 - 15. november 1960 | 41 år, 8 måneder, 28 dage  |
| 8    | Erik Ninn-Hansen               | Konservative                                   | 21. april 1953 - 21. september 1994 | 41 år, 5 måneder, 0 dage   |
| 9    | Pia Kjærsgaard                 | Fremskridtspartiet Dansk Folkeparti            | 10. januar 1984 - nu | 40 år, 8 måneder, 23 dage  |
| 10   | Bertel Dahlgaard               | Radikale Venstre                               | 26. april 1920 - 1. november 1960 | 40 år, 6 måneder, 6 dage   |
| 11   | C. C. Alberti                  | Venstre                                        | 4. december 1849 - 21. januar 1890 | 40 år, 1 måned, 17 dage    |
| 12   | Aksel Larsen                   | DKP, senere Socialistisk Folkeparti            | 16. november 1932 - 10. januar 1972 | 39 år, 1 måned, 25 dage    |
| 13   | Christian Christensen Bønløkke | Venstre                                        | 14. juni 1861 - 20. april 1892 9. april 1895 16. juni 1903 | 39 år, 0 måneder, 13 dage  |
| 14   | Christian Sophus Klein         | Nationalliberale, senere Højre                 | 14. juni 1858 - 22. september 1869 24. august 1870 - 5. april 1898 | 38 år, 10 måneder, 20 dage |
| 15   | Julius Bomholt                 | Socialdemokratiet                              | 24. april 1929 - 23. januar 1968 | 38 år, 9 måneder, 0 dage   |
| 16   | Niels Helveg Petersen          | Radikale Venstre                               | 22. januar 1966 - 30. september 1974 15. februar 1977 - 1. februar 1993 21. september 1994 - 12. marts 1997 11. marts 1998 - 30. marts 1998 21. december 2000 - 15. september 2011 | 37 år, 11 måneder, 0 dage  |
| 17   | Svend Auken                    | Socialdemokratiet                              | 21. september 1971 - 4. august 2009 | 37 år, 10 måneder, 14 dage |
| 18   | Ole Bjørn Kraft                | Konservative                                   | 2. december 1926 22. september 1964 | 37 år, 9 måneder, 20 dage  |
| 19   | Mads Christian Jungersen       | Venstre                                        | 20. september 1872 - 20. maj 1910 | 37 år, 8 måneder, 0 dage   |
| 20   | A. C. Meyer                    | Socialdemokratiet                              | 9. april 1895 - 16. november 1932 | 37 år, 7. måneder, 7 dage  |
| 21   | Niels Jensen-Toustrup          | Venstre                                        | 20. september 1872 - 3. januar 1879 26. juli 1881 - 20. maj 1910 20. februar 1914 - 7. juli 1916 (i Landstinget)                                                                   | 37 år, 5 måneder, 27 dage  |
| 22   | F. J. Borgbjerg                | Socialdemokratiet                              | 28. september 1898 - 15. januar 1936 | 37 år, 3 måneder, 18 dage  |
| 23   | V. Fibiger                     | Konservative                                   | 26. april 1920 - 14. maj 1957 | 37 år, 0 måneder, 19 dage  |
| 24   | Hans Hansen-Menstrup           | Venstre                                        | 14. juni 1861 - 5. april 1898 | 36 år, 9 måneder, 22 dage  |
| 25   | P. Munch                       | Radikale Venstre                               | 25. maj 1909 - 30. oktober 1945 | 36 år, 5 måneder, 6 dage   |
| 26   | Christen Pedersen Aaberg       | Venstre                                        | 14. juni 1861 - 17. oktober 1897 | 36 år, 4 måneder, 3 dage   |
| 27   | Mogens Lykketoft               | Socialdemokratiet                              | 8. december 1981 - 3. juli 2015 1. oktober 2016 - 5. juni 2019 | 36 år, 3 måneder, 3 dage   |
| 28   | Laurs S. Kvist                 | Venstre                                        | 21. januar 1890 - 23. marts 1926 | 36 år, 2 måneder, 2 dage   |
| 29   | Thorvald Stauning              | Socialdemokratiet                              | 29. maj 1906 - 3. maj 1942 | 35 år, 11 måneder, 4 dage  |
| 30   | Niels Andersen                 | Venstre                                        | 14. juni 1858 - 4. juni 1866 12. oktober 1866 - 25. april 1876 9. februar 1877 - 9. april 1895                                                                                     | 35 år, 8 måneder, 3 dage   |